# Sandro (football, 1973)
Pour les articles homonymes, voir Sandro.
Sandro Chaves de Assis Rosa, plus communément appelé Sandro, est un footballeur brésilien né le 19 mai 1973.